# Europejska strategia bezpieczeństwa
Europejska Strategia Bezpieczeństwa została przyjęta 12 grudnia 2003 roku przez Radę Europejską w wyniku inicjatywy prezydencji greckiej, nieformalnej Rady Ministrów Spraw Zagranicznych (Kastelorizo, maj 2003 r.) i konkluzji ze szczytu Rady Europejskiej w Salonikach (19–20 czerwca 2003 r.), w celu przeciwdziałania i zwalczania nowych zagrożeń, które są bardziej zróżnicowane, mniej widoczne i mniej przewidywalne.

## Kalendarium
1. 17 marca 1948 – zawarcie traktatu brukselskiego pomiędzy Belgią, Francją, Holandią, Luksemburgiem i Wielką Brytanią, dotycząca wzajemnej pomocy wojskowej oraz współpracy ekonomicznej i kulturalnej
2. 4 kwietnia 1949 – zawarcie Traktatu Północnoatlantyckiego (Traktat Waszyngtoński) pomiędzy Belgią, Danią, Francją, Holandią, Islandią, Kanadą, Luksemburgiem, Norwegią, Portugalią, Stanami Zjednoczonymi, Wielką Brytanią i Włochami
3. 27 maja 1952 – podpisanie przez Belgię, Francję, Holandię, Luksemburg, RFN i Włochy traktatu, na mocy którego ma powstać Europejska Wspólnota Obronna
4. 30 sierpnia 1954 – odrzucenie przez Zgromadzenie Narodowe Francji idei Europejskiej Wspólnoty Obronnej
5. 19–23 października 1954 – podpisanie przez Wielką Brytanię, Belgię, Francję, Holandię, Kanadę, Luksemburg, Stany Zjednoczone oraz Włochy i RFN Traktatów Paryskich mających włączyć RFN do struktur NATO
6. 22 października 1954 – powstanie Unii Zachodnioeuropejskiej (UZE) na podstawie Traktatów Paryskich
7. 1987 – przyjęcie przez Unię Zachodnioeuropejską “Platformy europejskich interesów w dziedzinie bezpieczeństwa”
8. 7 lutego 1992 – podpisanie Traktatu z Maastricht zwanego oficjalnie Traktatem o Unii Europejskiej
9. czerwiec 1992 – podpisanie Deklaracji Petersberskiej, dzięki której UZE uzyskała zdolność do stosowania środków zapobiegania konfliktom oraz opanowywania sytuacji kryzysowych (środki polityczne)
10. 1 listopada 1993 – powołanie do życia Unii Europejskiej
11. 3–4 grudnia 1998 – deklaracja z Saint Malo, czyli oświadczenie o obronie europejskiej wydane po spotkaniu prezydenta Francji J. Chiraca i premiera Wielkiej Brytanii T. Blaira proponujące wyposażyć UE w „zdolności obronne”
12. 3-4 czerwca 1999 – podczas szczytu Rady Europejskiej w Kolonii postanowiono, że Europejska Polityka Bezpieczeństwa i Obrony (EPBiO) stanowić będzie europejski filar sojuszu razem z Unią Zachodnioeuropejską
13. 22 stycznia 2001 – utworzenie Sztabu Wojskowego Unii Europejskiej
14. 9 kwietnia2001 – powstanie Komitetu Wojskowego Unii Europejskiej działającego w ramach Europejskiej Polityki Bezpieczeństwa i Obrony
15. 1 lutego 2003 – powstanie Komitetu Politycznego i Bezpieczeństwa
16. 12 grudnia 2003 – przyjęcie przez Radę Europejską Europejskiej Strategii Bezpieczeństwa

## Istota działania Europejskiej Strategii Bezpieczeństwa
Europejska Strategia Bezpieczeństwa została stworzona by bronić kontynent europejski przed czynnikami destabilizującymi. Są to przede wszystkim:

1. Terroryzm:
- zagraża życiu ludzi
- powoduje wzrost wydatków
- prowadzi do osłabienia otwartości i tolerancji naszych społeczeństw
- oraz stanowi coraz większe zagrożenie strategiczne dla całej Europy

Komentarz Rady Europejskiej:
Organizacje terrorystyczne są coraz lepiej wyposażone, podłączone do sieci elektronicznych, gotowe do użycia nieograniczonej przemocy powodującej masowe ofiary. Terroryzm ma zasięg globalny i wiąże się z groźnym ekstremizmem religijnym. Jej przyczyny są złożone, obejmują presję modernizacji, kryzys kulturowy, społeczny i polityczny oraz alienację młodych ludzi żyjących w obcych społeczeństwach. Zjawisko to jest również obecne w naszych europejskich społeczeństwach. Europa jest zarówno celem, jak i bazą takiego terroryzmu: kraje europejskie stanowią cel i były atakowane. Bazy logistyczne komórek Al-Kaidy odkryto w Wielkiej Brytanii, Włoszech, Niemczech, Hiszpanii i Belgii.

2. Rozprzestrzenianie broni masowego rażenia
Komentarz Rady Europejskiej:
Wymagania traktatów międzynarodowych oraz porozumienia w sprawie kontroli wywozu spowolniły rozprzestrzenianie broni masowego rażenia i systemy dostaw. XXI wiek to niebezpieczny okres, który może prowadzić do wyścigu broni masowego rażenia, w szczególności na Bliskim Wschodzie. Postęp w naukach biologicznych może prowadzić w nadchodzących latach do wzrostu potencjału broni biologicznej. Możliwość ataków przy użyciu substancji chemicznych lub radiologicznych jest również poważna. Rozwój technologii w zakresie broni dodatkowo wzmaga niestabilność i może narazić Europę na większe niebezpieczeństwo. Najbardziej przerażający scenariusz to wizja zdobycia przez organizacje terrorystyczne broni masowego rażenia. W takim przypadku mała grupa byłaby w stanie spowodować szkody, które dotychczas były w zasięgu jedynie państw i armii.
Broń masowego rażenia w postaci sarinu została po raz ostatni użyta przez sektę terrorystyczną Aum w tokijskim metrze w 1995 r. Dwanaście osób zginęło, a tysiące zostało poszkodowanych. Dwa lata wcześniej Aum rozpyliła zarodki wąglika na ulicach Tokio.

3. Konflikty regionalne
Komentarz Rady Europejskiej:
Problemy takie jak te w Kaszmirze, w regionie Wielkich Jezior oraz na Półwyspie Koreańskim mają taki sam pośredni i bezpośredni wpływ na interesy europejskie jak konflikty rozgrywające się bliżej, przede wszystkim na Bliskim Wschodzie. Gwałtowne lub trwałe konflikty zagrażają stabilności regionalnej. Powodują ofiary w ludziach i niszczą infrastrukturę społeczną i materialną; zagrażają mniejszościom, podstawowym wolnościom i prawom człowieka. Konflikty mogą prowadzić do ekstremizmu, terroryzmu i rozpadu państwa, a także rozwoju przestępczości zorganizowanej. Brak bezpieczeństwa regionalnego może powodować wzrost zapotrzebowania na broń masowego rażenia.

4. Rozpad państwowości
Komentarz Rady Europejskiej:
Złe rządzenie – korupcja, nadużycia władzy, słabe instytucje i brak odpowiedzialności – oraz konflikty cywilne korodują państwa od wewnątrz. W niektórych przypadkach doprowadziło to do upadku instytucji państwowych. Somalia, Liberia i Afganistan pod rządami talibów to najbardziej znane przykłady. Upadek państwa może się wiązać z oczywistymi zagrożeniami, takimi jak przestępczość zorganizowana lub terroryzm. Rozpad państwa jest zjawiskiem alarmującym, osłabiającym globalne rządy oraz powodującym niestabilność w regionie.

5. Przestępczość zorganizowana
Komentarz Rady Europejskiej:
Europa jest głównym celem przestępczości zorganizowanej. To wewnętrzne zagrożenie dla europejskiego bezpieczeństwa ma poważny wymiar zewnętrzny: transgraniczny przemyt narkotyków, kobiet, nielegalnych imigrantów i broni. To w znacznym stopniu przedmiot działalności gangów przestępczych; może również mieć powiązania z terroryzmem. Działalność przestępcza często się wiąże ze słabością lub rozpadem państw. Dochody uzyskiwane z handlu narkotykami osłabiają struktury państwowe w wielu krajach produkujących narkotyki. Zyski ze sprzedaży np. kamieni szlachetnych czy drewna podsycają konflikty w innych częściach świata. Wszystkie te zjawiska osłabiają rządy prawa i niszczą porządek społeczny. W ekstremalnych przypadkach przestępczość zorganizowana może zdominować państwo. 90 procent heroiny w Europie pochodzi z maku uprawianego w Afganistanie, gdzie prywatne armie są opłacane z zysków z handlu narkotykami. Większość narkotyków jest dystrybuowana przy pomocy bałkańskich siatek przestępczych, które są również odpowiedzialne za około 200 000 z 700 000 ofiar światowego handlu kobietami zmuszanymi do prostytucji. Nową formą przestępczości zorganizowanej, która będzie wymagała coraz większej uwagi, jest piractwo morskie. Terroryzm na wielką skalę, dostępność broni masowego rażenia, przestępczość zorganizowana, słabości systemu państwa i prywatyzacja siły – to wielkie zagrożenia.

## Cele strategiczne
Zmierzając do obrony europejskiego bezpieczeństwa i wspierania jego wartości, Unie Europejska stawia przed sobą trzy cele strategiczne:

1. Odpowiedź na zagrożenia

Unia Europejska aktywnie przeciwdziała głównym zagrożeniom:
- W odpowiedzi na wydarzenia z 11 września 2001 r. wprowadziła środki, które obejmują: przyjęcie europejskiego nakazu aresztowania, przeciwdziałanie finansowaniu terrorystów oraz porozumienie w sprawie wzajemnej pomocy prawnej z USA. UE wciąż rozwija współpracę w tej dziedzinie i ulepsza środki obrony.
- UE prowadziła politykę przeciwdziałania rozprzestrzenianiu broni masowego rażenia. Unia uzgodniła program działań, który zakłada podjęcie kroków mających na celu wzmocnienie Międzynarodowej Agencji Energii Atomowej, środków zaostrzających kontrolę eksportu oraz zwalczających nielegalne przewozy i niedozwolone zaopatrzenie. UE chce doprowadzić do przestrzegania zapisów traktatów wielostronnych oraz wzmocnienia traktatów i postanowień dotyczących weryfikacji ich przestrzegania.
- Unia Europejska i państwa członkowskie podjęły kroki zmierzające do zapewnienia pomocy w zakresie rozwiązywania konfliktów regionalnych oraz przywrócenia równowagi w państwach, które uległy rozpadowi, w tym na Bałkanach, w Afganistanie i w Demokratycznej Republice Konga. Przywrócenie dobrego rządu, wspierającego demokrację i umożliwiającego organom państwa zwalczanie przestępczości zorganizowanej, jest jednym z najbardziej skutecznych środków walki z przestępczością zorganizowaną w UE.

Komentarz Rady Europejskiej:
W erze globalizacji odległe zagrożenia mogą być w równym stopniu źródłem obaw, co zagrożenia czyhające w pobliżu. Aktywność jądrowa w Korei Północnej, zagrożenie jądrowe w Azji Południowej oraz rozprzestrzenianie broni na Bliskim Wschodzie są źródłem zagrożeń dla Europy. Terroryści i przestępcy mogą teraz działać na całym świecie: ich działalność w środkowej lub południowo-wschodniej Azji może być zagrożeniem dla krajów europejskich lub ich obywateli. Jednocześnie globalna komunikacja zwiększa świadomość społeczeństw w Europie dotyczącą konfliktów regionalnych lub tragedii humanitarnych w różnych miejscach świata.

2. Budowanie bezpieczeństwa w naszym sąsiedztwie
Komentarz Rady Europejskiej:
Nawet w erze globalizacji geografia zachowuje swoje znaczenie. W interesie europejskim jest, aby kraje leżące za naszymi granicami były dobrze rządzone. Sąsiedzi zaangażowani w gwałtowne konflikty, słabe państwa, w których na dużą skalę występuje przestępczość zorganizowana, wzrost zaburzeń w funkcjonowaniu społeczeństw lub gwałtowny wzrost populacji w pobliżu europejskich granic – wszystko to powoduje problemy dla Europy.

3. Porządek międzynarodowy oparty na skutecznym multilateralizmie
Komentarz Rady Europejskiej:
W świecie globalnych zagrożeń, globalnych rynków i globalnych mediów europejskie bezpieczeństwo w coraz większym stopniu zależy od skutecznego systemu wielostronnego. Celem UE jest rozwój silniejszego społeczeństwa międzynarodowego, dobrze działających instytucji międzynarodowych oraz prawnego porządku międzynarodowego.

## Użycie sił zbrojnych
Unia Europejska może podejmować decyzje o akcjach zbrojnych w okolicznościach:
1. zapobiegania konfliktom w ramach rozwiązywania kryzysów (np. Macedonia)
2. wymuszania pokoju z koniecznością użycia siły (np. Kosowo)
3. stabilizacji po konflikcie
4. klasycznych interwencje humanitarne lub ratownicze

## Wnioski
Tworzenie Europejskiej Strategii Bezpieczeństwa trwa od pół wieku. Przez ten czas zrobiono wiele, ale proces ten nie skończył się. W ostatnich latach zdecydowano o organizacji europejskich sił reagowania kryzysowego, ale mimo licznych deklaracji poparcia proces powstawania przedłużał się z powodu konieczności unifikacji sprzętu i procedur. Nie obyło się bez wątpliwości i sporów. Większość państw jest niechętna ponoszeniu dodatkowych wydatków. W UE są państwa należące do NATO, ale także nie będące jego członkiem. Takie które całkowicie zdają się na Sojusz Północnoatlantycki i takie, które chcą oparcia obrony na Europie. Część państw chce widzieć armię europejską jako swoisty kontyngent ekspedycyjny, część jako wzmocnioną jednostkę “czerwonego krzyża”. Poważną przeszkodą są Stany Zjednoczone i istnienie NATO. USA przeciwstawiają się temu kierunkowi europejskiej polityki starając się poddać ten proces kontroli NATO.
Komentarz Rady Europejskiej:

Żyjemy w świecie nowych niebezpieczeństw, ale i nowych możliwości. Unia Europejska ma potencjał, który zapewnia jej zarówno wnoszenie wielkiego wkładu w zwalczanie zagrożeń, jak i pomaga w wykorzystywaniu możliwości. Aktywna i kompetentna Unia Europejska mogłaby wywierać wpływ na skalę globalną. Tak działając, mogłaby się przyczynić do powstania skutecznego, wielostronnego systemu prowadzącego do sprawiedliwszego, bezpieczniejszego i bardziej zjednoczonego świata.

## Literatura
- Roman Kuźniar, streszczenie Europejska Strategia Bezpieczeństwa
- Rezolucja Parlamentu Europejskiego w sprawie Europejskiej Strategii Bezpieczeństwa
- Rada Europejska, Bezpieczna Europa w Lepszym świecie – Europejska Strategia Bezpieczeństwa, Bruksela, 12 grudnia 2003 r.